# Cao cát Sulu
Cao cát Sulu (danh pháp khoa học: Anthracoceros montani) là một loài chim trong họ Bucerotidae.